# Hamza Çakır
Hamza Çakır (* 30. September 1985 in Köln) ist ein deutsch-türkischer Fußballspieler.

## Karriere
Çakır wechselte 2000 zu den Junioren von Fortuna Düsseldorf. Mit den A-Junioren spielte er in der Saison 2003/04 in der neu gegründeten A-Junioren-Bundesliga. Seit 2004 spielte er bei Fortuna Düsseldorf, mit denen er in die 2. Fußball-Bundesliga aufstieg.
Im Sommer 2010 wechselte er ablösefrei in die türkische Süper Lig zu Kayserispor. Nach einem Jahr jedoch wechselte er zum Ligakonkurrenten Kardemir Karabükspor. Nach eineinhalb Spielzeiten für Karabükspor verließ er zum Jahreswechsel 2013 diesen Verein und stand vor einem Wechsel zum Ligakonkurrenten Sanica Boru Elazığspor. Ende Januar kehrte er aber zur II. Mannschaft von Fortuna Düsseldorf zurück. Nachdem er seit dem 1. Juli 2013 vereinslos war, gab am 30. Januar 2014 der KFC Uerdingen 05 seine Verpflichtung bekannt. Seit dem 1. Januar 2016 spielt er für den TSV Meerbusch.

## Erfolge als Spieler
- Aufstieg in die 2. Fußball-Bundesliga mit Fortuna Düsseldorf 2009